# Estadio Municipal del Chuy
El Estadio Samuel Prilliac es el estadio principal de la ciudad fronteriza del Chuy, departamento de Rocha, Uruguay. El estadio es utilizado por la Liga Regional de Fútbol del Chuy y los equipos de dicha liga que no tienen cancha propia.